# Tragogomphus guineensis
Tragogomphus guineensis là một loài chuồn chuồn ngô thuộc họ Gomphidae. Nó là loài đặc hữu của Guinea Xích Đạo. Môi trường sống tự nhiên của nó là các khu rừng đất thấp ẩm nhiệt đới và cận nhiệt đới.